# Итака (Њујорк)
Итака (енгл. Ithaca) град је у америчкој савезној држави Њујорк. По попису становништва из 2020. у њему је живело 32.108 становника.

## Демографија
Према попису становништва из 2010. у граду је живело 30.014 становника, што је 727 (2,5%) становника више него 2000. године.
| Група             | 2000.          | 2010.          |
| Белци             | 20.893 (71,3%) | 20.023 (66,7%) |
| Афроамериканци    | 1.965 (6,7%)   | 1.971 (6,6%)   |
| Азијати           | 3.998 (13,7%)  | 4.854 (16,2%)  |
| Хиспаноамериканци | 1.555 (5,3%)   | 2.057 (6,9%)   |
| Укупно            | 29.287         | 30.014         |